# Melanagromyza diantherae
Melanagromyza diantherae este o specie de muște din genul Melanagromyza, familia Agromyzidae, descrisă de Malloch în anul 1921. Conform Catalogue of Life specia Melanagromyza diantherae nu are subspecii cunoscute.